# Chum Mey
Chum Mey (1930) è uno dei soli sette sopravvissuti all'imprigionamento per opera del regime degli khmer rossi all'interno del campo S-21 di Tuol Sleng, dove almeno 20000 cambogiani furono inviati per la tortura e l'esecuzione.

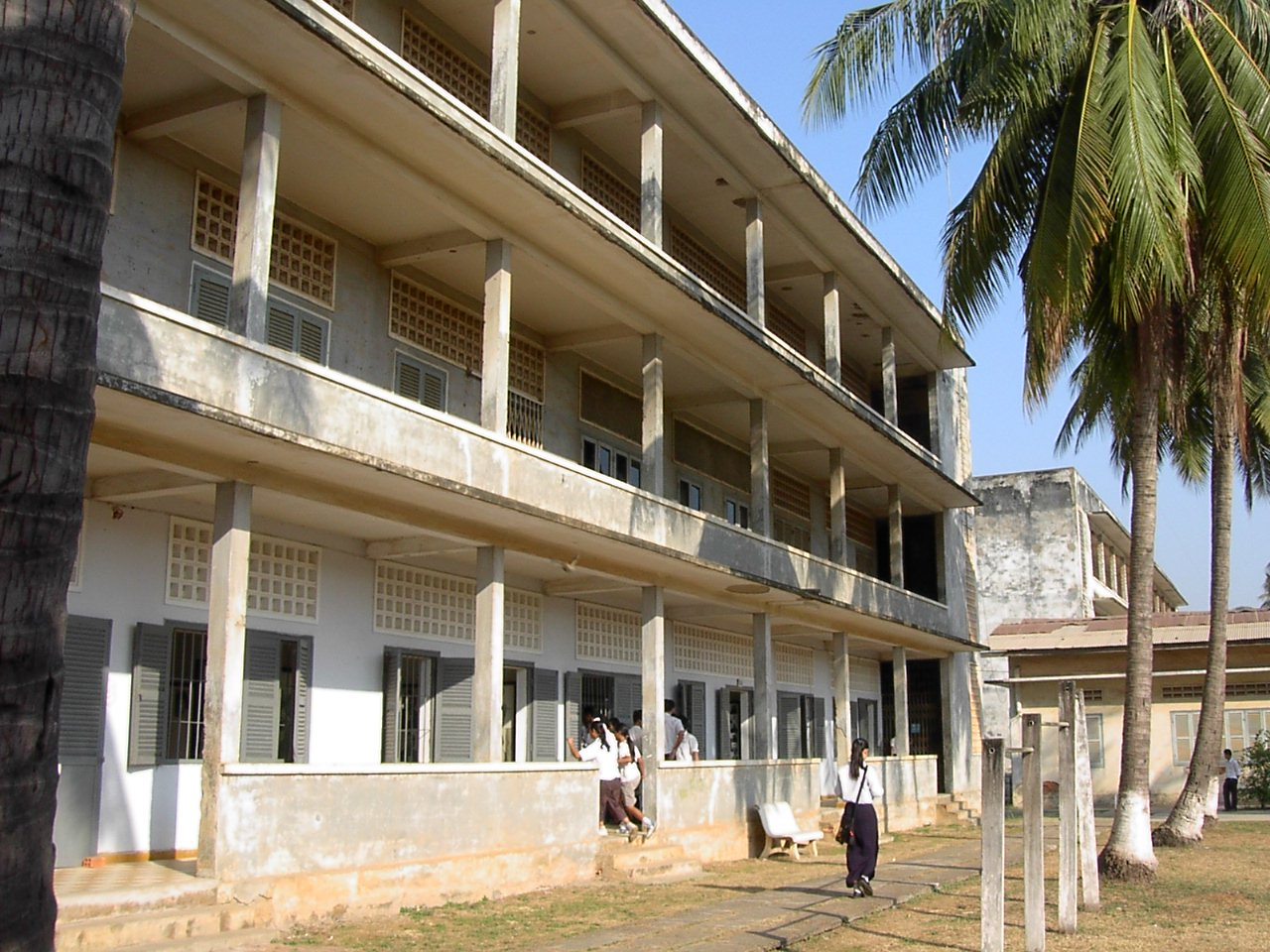
L'interno del Museo del genocidio di Tuol Sleng, a Phnom Penh

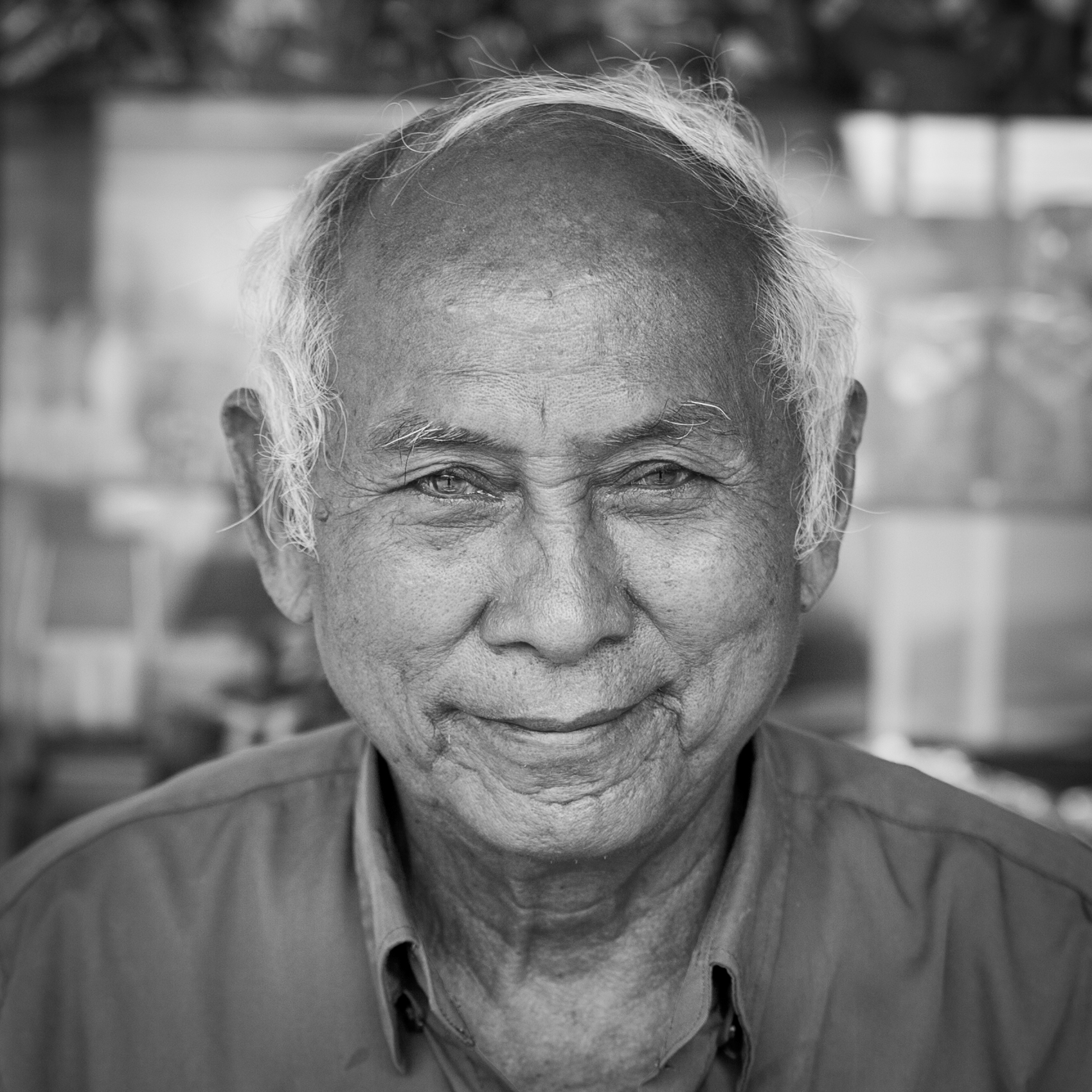
Chum Mey mentre firma libri all'interno del Museo del genocidio di Tuol Sleng, a Phnom Penh (gennaio 2015).

È sopravvissuto a due anni di tortura e paura nel campo degli khmer rossi, sostenuto dal pensiero della moglie incinta e del figlio in grembo. La sua vita fu risparmiata solo per via del suo alto livello di competenza nella riparazione di macchinari per i soldati di Pol Pot.
Condotto con la forza nelle province dai carcerieri del regime degli khmer rossi in seguito all'invasione vietnamita della Cambogia, ebbe la possibilità di rivedere sua moglie e il figlio appena nato poche settimane dopo che era entrato nella prigione di Tuol Sleng all'inizio del 1977.
Per due giorni viaggiarono insieme verso un piccolo villaggio isolato con un gruppo di altri prigionieri. La seconda sera, mentre la famiglia si riposava di fronte a una pagoda, le guardie ordinarono loro di camminare all'interno di una risaia e successivamente aprirono il fuoco con i loro fucili d'assalto AK-47.
"Prima spararono a mia moglie, che stava camminando con le altre donne", ha affermato. "Mi moglie gridò verso di me, 'Corri, mi stanno uccidendo'. Ho sentito mio figlio piangere e successivamente spararono di nuovo, uccidendolo. Quando dormo, vedo ancora i loro volti e ogni giorno penso ancora a loro".
Chum Mey si è poi risposato e ha avuto sei figli, tre maschi e tre femmine.
Nel 2003 è apparso nel documentario di Rithy Panh S-21: The Khmer Rouge Killing Machine insieme all'artista cambogiano Vann Nath (anche lui fatto prigioniero all'interno di S-21), dove si sono riuniti e hanno visitato il loro luogo di prigionia, oggi diventato museo e chiamato Museo del genocidio di Tuol Sleng, a Phnom Penh. Hanno anche incontrato le guardie del campo, i responsabili degli interrogatori, un medico e un fotografo, molti dei quali erano solo degli adolescenti durante il periodo  che va dal 1975 al 1979. Nel documentario era evidente la grande differenza di età coi due precedenti prigionieri, i quali erano entrambi anziani. Vann Nath, che fu scelto per disegnare ritratti dei prigionieri, aveva una testa piena di capelli bianchi.

Le guardie e i responsabili degli interrogatori hanno mostrato il museo, mostrando il crudele trattamento riservato ai prigionieri e la vita giornaliera al suo interno. Hanno rivisto l'archivio dettagliato della prigione, con fotografie, al fine di rispolverare la loro memoria. 

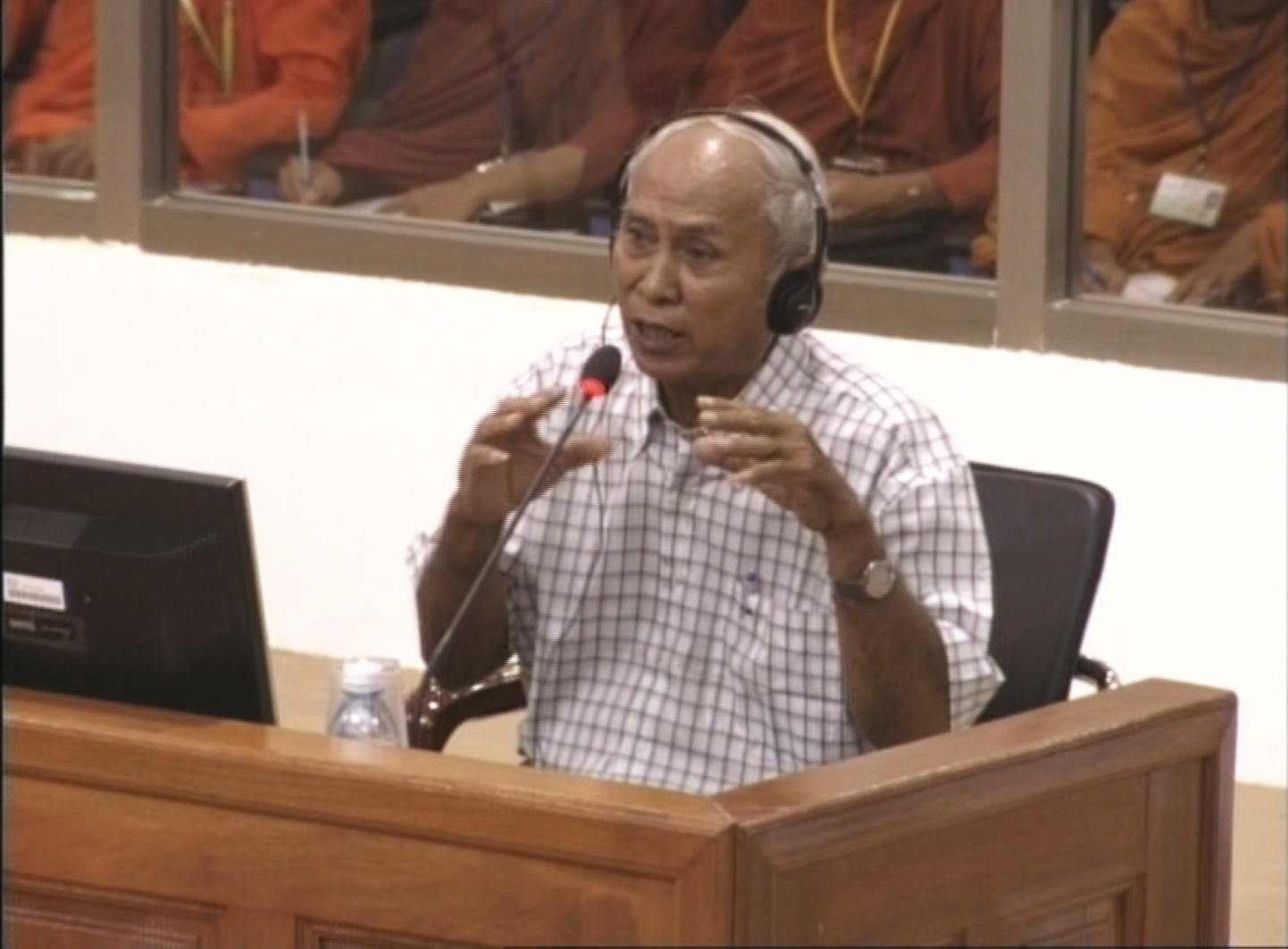
Chum Mey, mentre testimonia al processo contro gli khmer rossi il 30 giugno 2009

Nel 2009, Chum Mey ha testimoniato al processo contro gli khmer rossi, il processo ai leader ancora in vita del regime degli khmer rossi. Il 9 novembre 2014 Chum Mey è apparso sul programma televisivo The Mekong River with Sue Perkins dell'emittente britannica BBC.

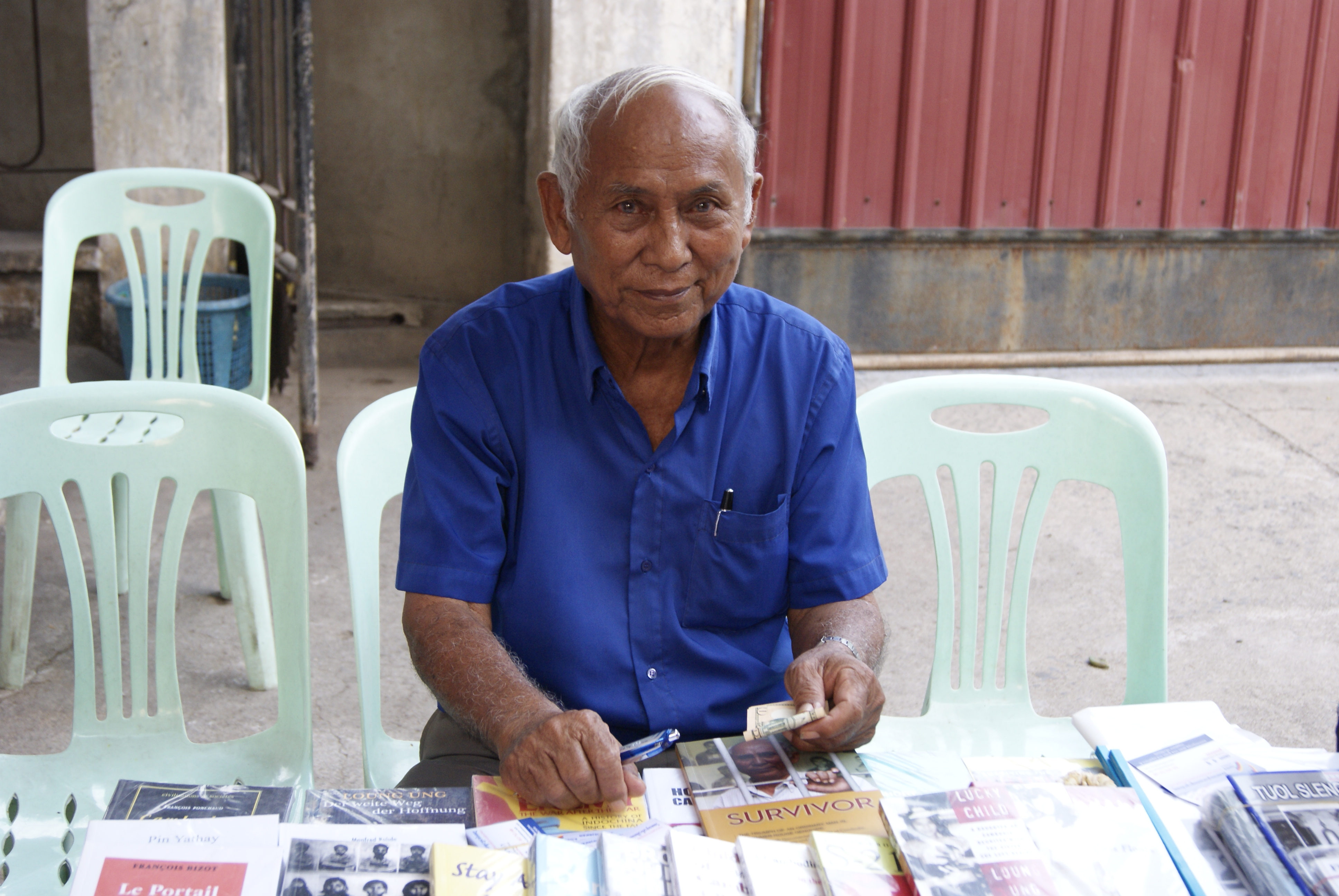
Chum Mey al Museo del genocidio di Tuol Sleng, a Phnom Penh (marzo 2015)

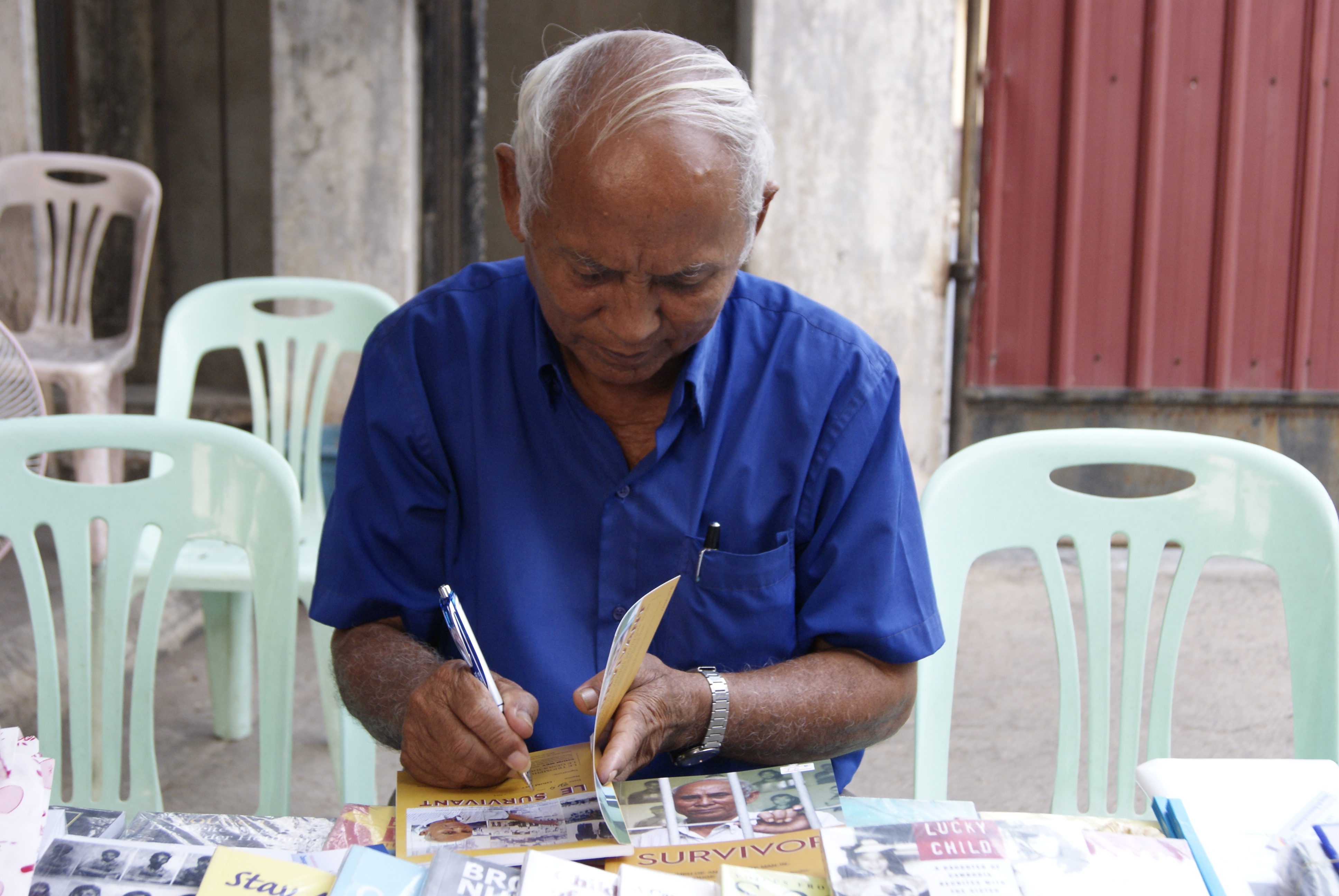
Chum Mey, mentre firma il suo libro Survivor ai visitatori del Museo del genocidio di Tuol Sleng, a Phnom Penh (marzo 2015)